# 劉德慶
劉德慶（1932年—1995年）是戒嚴時期臺灣臺中人，也曾是臺中第一中學的男學生。於1950年參加共產黨並在同年被羈押。

## 生平
在18歲時，被起訴。案發時，是臺中第一中學的男學生，在同窗江泰勇的介紹下參加共產黨，1950年3月15日被羈押，同年12月4日，臺灣警備總司令部以《懲治叛亂條例》第5條「參加叛亂之組織」判有期徒刑5年。
解嚴後，其家屬於2002年12月向補償基金會申請賠償，2003年7月以「除了自白與共同被告者之互述供證外，並無具體事證」為由，給與賠償。